# Махарадзе, Михаил Казимович
Михаил Казимович Махарадзе (груз. მიხეილ ქაზიმის ძე მახარაძე; 13 ноября 1946 года — 4 октября 2023) — грузинский политик и историк философии , председатель Верховного Совета Автономной Республики Аджария с 20 июля 2004 года по 28 октября 2012 года.

## Образование и академическая карьера
Махарадзе родился в семье учителя в Хулойском районе Аджарской автономии Грузинской ССР. Окончил Тбилисский государственный университет. В 1970 году получил степень по философии. С тех пор он работал в Тбилиси в Институте философии, ныне входящем в Государственный университет Ильи. В 2000 году стал профессором Тбилисского государственного университета. Он опубликовал несколько работ по истории философии, уделяя особое внимание Дионисию Ареопагиту, средневековой грузинской философии и философии Возрождения. С 1986 по 2010 год Махарадзе курировал издание 4-томной истории грузинской философской мысли, за что получил Национальную премию Грузии (2011).

## Политическая карьера
Махарадзе регулярно писал статьи в грузинской политической прессе с 1990-х годов. В 2003 году, вскоре после революции роз в Грузии, он стал соучредителем и сопредседателем политического движения «Чвени Аджара» («Наша Аджария»), которое выступало против режима аджарского правителя Аслана Абашидзе. В феврале 2004 года Махарадзе стал депутатом Парламента Грузии, а в июне был избран в Верховный совет Аджарии, региональный законодательный орган, переизбранный после отставки Абашидзе. Махарадзе был избран председателем Верховного Совета 20 июля 2004 года. Он был единственным кандидатом на эту должность, поскольку другой, также член антиабашидзевского движения, Коба Хабази, ранее отозвал свою кандидатуру. Махарадзе был переизбран на эту должность 2 декабря 2008 года. После выборов 1 октября 2012 года, его сменил Автандил Беридзе 28 октября 2012 года. Сам Махарадзе был избран в парламент Грузии по списку Единого национального движения.

## Личная жизнь
Махарадзе женат, имеет 4 детей и 6 внуков. Он получил несколько гражданских и академических наград, включая Государственную премию Грузии (2004), Орден Почета Грузии (2004), Орден Вахтанга Горгасали 1-го ранга (2007), Премии Шалвы Нуцубидзе (2009) и Президентского ордена «Честь» (2012).